# Brigitta Sipőcz
Dans le nom hongrois Sipőcz Brigitta, le nom de famille précède le prénom, mais cet article utilise l’ordre habituel en français Brigitta Sipőcz, où le prénom précède le nom.
Brigitta Sipőcz (née en 1984 à Fertőszentmiklós) est une astronome hongroise.

## Biographie
Elle est chercheuse à l'Université du Hertfordshire, en Angleterre.
Le Centre des planètes mineures lui crédite la découverte de quarante-cinq astéroïdes, découvertes toutes effectuées en 2003 avec la collaboration de Krisztián Sárneczky.
| (84921) Morkoláb          | 9 novembre 2003   |
| (90370) Jókaimór          | 7 juillet 2003    |
| (95954) Bayzoltán         | 23 août 2003      |
| (114987) Tittel           | 26 août 2003      |
| (114990) Szeidl           | 26 août 2003      |
| (114991) Balázs           | 26 août 2003      |
| (115058) Tassantal        | 4 septembre 2003  |
| (115059) Nagykároly       | 5 septembre 2003  |
| (115254) Fényi            | 22 septembre 2003 |
| (115885) Ganz             | 6 novembre 2003   |
| (128062) Szrogh           | 6 juillet 2003    |
| (133161) Ruttkai          | 24 août 2003      |
| (133250) Rubik            | 5 septembre 2003  |
| (157020) Fertőszentmiklós | 26 août 2003      |
| (161349) Mecsek           | 19 septembre 2003 |
| (163819) Teleki           | 7 septembre 2003  |
| (191341) Lánczos          | 24 août 2003      |
| (196736) Munkácsy         | 19 septembre 2003 |
| (209054) Lombkató         | 23 août 2003      |
| (228893) Gerevich         | 6 septembre 2003  |
| (230656) Kovácspál        | 19 septembre 2003 |
| (235201) Lorántffy        | 23 septembre 2003 |
| (240364) Kozmutza         | 20 septembre 2003 |
| (253412) Ráskaylea        | 23 août 2003      |
| (287693) Hugonnaivilma    | 24 août 2003      |
| (287787) Karády           | 20 septembre 2003 |
| (334756) Leövey           | 4 septembre 2003  |
| (344641) Szeleczky        | 23 août 2003      |
| (390743) Telkesmária      | 20 septembre 2003 |
| (399565) Dévényanna       | 20 septembre 2003 |
| (413233) Várkonyiágnes    | 20 septembre 2003 |
| (446957) Priellekornélia  | 19 septembre 2003 |
| (464745) Péterrózsa       | 5 septembre 2003  |
| (474440) Nemesnagyágnes   | 5 juillet 2003    |
| (524638) Kaffkamargit     | 21 septembre 2003 |